# Minami-nagaone
Minami-nagaone (Transkription von japanisch 南長尾根 ‚Südlicher langer Bergrücken‘) ist ein Gebirgskamm im ostantarktischen Königin-Maud-Land. Er ist der südlichste dreier parallel verlaufender Gebirgskämme im nördlichen Teil der Belgica Mountains.
Japanische Wissenschaftler nahmen 1976 Luftaufnahmen, von 1979 bis 1980 Vermessungen und 1981 die Benennung vor.